# Marcus Melchior
Marcus Lazarus Melchior (født 26. maj 1897 i Fredericia, død 22. december 1969 i Hamborg) var en dansk overrabbiner.

## Baggrund
Han var søn af redaktør i København, Arnold Melchior (1857-1922, søn af vekselmægler i København Marcus Lazarus Melchior og hustru Sara, født Lazarus) og Bertha Thora født Wallach, datter af rabbiner i Faaborg Levin Moses Wallach.
- Dr.phil. i Königsberg (1921).
- Rabbinereksamen i Berlin.
- Rabbiner i Tarnowitz [1]
- Skolebestyrer i København.
- Rabbiner i Beuthen
- Rabbiner i København (1934-43) og (1945-47).
- Rabbiner for de jødiske flygtninge fra Danmark i Sverige (1943-45).
- Overrabbiner (1947-69).

Gift 23. august 1921 i Dresden med Meta Schornstein (d. af fhv. overrabbiner i København, Dr. ph. Max Schornstein og fru Paula, født Simon) f. 18/10 1901 i Leitmeritz. Børn: 
- Werner David Melchior (f.31/5 1922 i Tarnowitz)
- Arne Melchior (f 24/10 1924 i København)
- Hilde Melchior (f.23/12 1927 i Beuthen))
- Bent Melchior (f.24/6 1929 i Beuthen)
- Poul Melchior (f.13/7 1938 i København)
- Birthe Melchior (f.30/3 1944 i Malmø)

Han blev Ridder af Dannebrog 1958 og Ridder af 1. grad 1967.
Melchior er begravet på Mosaisk Vestre Begravelsesplads. Der findes en tegning af Hans Lollesgaard fra 1959 (Det Kongelige Bibliotek), et litografi af Harald Isenstein fra 1964 (Israel Museum, Jerusalem) og 1966. Portrætmaleri af Victor Brockdorff fra 1967 (Mosaisk Trossamfund).